# 沙巴州政府集體貪腐案
沙巴州政府集体贪腐案，又称沙巴探矿准证丑闻，是从2024年11月9日起，由马来西亚沙巴首席部长哈芝芝·诺领导下的州政府多名高层成员被揭露涉嫌集体贪污的案件。它分別是由两个截然不同且相关的情况下，通过网络媒体报道的争议案件。截至2025年6月，涉入该舞弊丑闻的沙巴政治人物已有15人。
第一次案件的揭露是2024年11月9日吹哨者主动向网络媒体《当今大马》公开多支影片，以揭发多位沙巴人民联盟州议员和支持哈芝芝的沙巴巫统州议员疑似收受贿赂，以协助商人获取探矿准证。
第二宗是2025年7月21日由网络媒体《MalaysiaNow》独家报道，声称前公正党政治家、亿万富翁法哈斯（Farhash Wafa Salvador）拥有的Bumi Suria私人有限公司，卷入沙巴矿产管理有限公司（SMM）的矿产勘探许可证，后者涉及第一次案件的吹哨者所揭发的利益关系。

## 发展

### 2024年
11月9日，吹哨者艾伯特（Albert Tei Jiann Cheing）向网络媒体《当今大马》揭露多位沙巴州政府成员涉及贪污，而他握有多支影片为证。12月3日，《当今大马》释出完整録像。窃録影片显示多位沙巴州内阁成员和州议员疑似收取贿赂，以协助换取矿产勘探执照（prospecting license）。在探矿准证遭到撤销后，吹哨者于2024年1月与涉案政治人物见面，就归还赂款等事项进行谈判，并提及此前的金钱交易细节。同一时期，州官企沙巴矿物管理私人有限公司前任执行长恩吉宏（Jontih Enggihon）也发布影片指控首长哈芝芝滥权。沙巴州政府集体贪腐案随即引发广泛关注。

### 2025年
3月11月，艾伯特在捍卫自由律师团帮助下，先后多次向反贪污委员会呈证和给供。6月18日，反贪会逮捕艾伯特和新都敏州议员尤索夫·耶谷，23日再逮捕丹绒峇都州议员安迪苏雅迪。三人随后都获得保释。反贪会表示艾伯特积极参与贪污交易，并且在寻求保护之前公开披露举报资讯，因此不符合《2010年吹哨者保护法令》所规定的豁免被控资格。6月28日，再有吹哨人向《当今大马》进行新一轮爆料，揭露另六名沙巴政要涉贪。此次吹哨人只提供影片截图，并向记者展示影片部份内容，尚不清楚这些新影片是否会公开，抑或已提交反贪会调查。
6月30日，艾伯特及两名州议员分别因涉嫌行贿及收贿出庭受审，三人皆否认所控罪名，并获准保外候审。反贪会于7月2日证实，正在调查一名近日被指是幕后金主的富商，其在新加坡拥有上市公司。被视为疑似人物的南方联盟矿业有限公司董事经理白国森否认有关资助腐败指控。
7月21日，网络媒体《MalaysiaNow》独家报道，声称由前公正党政治家、亿万富翁法哈斯（Farhash Wafa Salvador）拥有的Bumi Suria私人有限公司已获沙巴矿产管理有限公司（SMM）的矿产勘探许可证。其报道指出，根据SMM和Bumi Suria之间的官方文件和信函，Bumi Suria获得了在加里曼丹边境附近加拉巴干（Kalabakan）及拉拉山（Gunung Rara）森林保留地一带，近7万公顷土地上进行勘探和探矿活动的独家权利，该面积几乎是吉隆坡的三倍。《MalaysiaNow》的报道亦指出，Bumi Suria公司在沙巴首席部长哈芝芝·诺的参与下，两家矿业公司Pro Raptor和Zoop Technology的采矿许可证申请被拒绝，而Zoop Technology的拥有者正是因发布音频和视频记录揭露采矿许可证发放过程而声名鹊起的吹哨者艾伯特（Albert Tei Jiann Cheing）。SMM执行长娜塔莎（Natasha Sim）随后驳斥报道指控，强调它们并未发出探矿准证给任何由法哈斯持有，或与他相关的公司。商人法哈斯亦否认该报道，并指示其律师，向发布该报道的《MalaysiaNow》发出律师信，要求在48小时内在其网站和所有社交媒体平台上发布撤回声明并道歉，并且已向武吉阿曼警察总部报案。法哈斯的律师表示，该报道未向法哈斯或相关部门核实其说法，使错误暗示其参与不正当或受政治影响的商业交易。
7月24日，《MalaysiaNow》公开一系列会议音频片段，声称在2024年5月一个会议上，SMM授予了与法哈斯有关联的公司在沙巴7万公顷地块的矿产勘探许可证。

## 涉及人物
| 序 | 联盟 | 政党                   | 州议席         | 人物         | 职位                                               | 涉及案件                          |
| -- | ---- | ---------------------- | -------------- | ------------ | -------------------------------------------------- | --------------------------------- |
| 1  | 沙盟 | 沙民意党主席           | N12 苏拉曼     | 哈芝芝·诺    | 沙巴首长、沙巴矿物管理私人有限公司（SMM）主席      | 滥权                              |
| 2  | 沙盟 | 沙民意党署理主席       | N37 加拉那安   | 玛西迪       | 州财政部长                                         | 受贿30万令吉                      |
| 3  | 沙盟 | 沙民意党               | N35 新都敏     | 尤索夫·耶谷  | 沙巴政府投资臂膀「沙巴财富」（Qhazanah Sabah）主席 | 受贿50万令吉                      |
| 4  | 國陣 | 巫统（党籍冻结）       | N71 丹绒峇都   | 安迪苏雅迪   | 州工业及企业发展部助理部长                         | 受贿45万令吉                      |
| 5  | 沙盟 | 沙民意党副主席         | N31 王麻骨     | 莫哈末阿里芬 | 州科学、工艺及革新部长                             | 受贿50万令吉                      |
| 6  | 國陣 | 巫统（党籍冻结）       | N24 丹绒哥拉末 | 沙赫米·耶也  | 沙巴第三副首长、州工程部长                         | 受贿40万令吉                      |
| 7  | 沙盟 | 沙民意党               | N09 担巴索     | 莫哈末阿萨   | 沙巴软木有限公司（Sabah Softwood Berhad）主席      | 受贿36万令吉                      |
| 8  | 沙盟 | 沙民意党副主席         | N57 瓜末       | 玛西翁       | 沙巴房屋与城市发展局（LPPB）主席                   | 受贿40万令吉                      |
| 9  | 沙盟 | 沙民意党副主席         | N43 金马旺     | 鲁宾·巴朗    | 沙巴经济发展机构（SEDCO）主席                      | 吹哨人献议300万令吉报价，交易谈崩 |
| 10 | 國陣 | 巫统                   | 非现任议员     | 卡欣·耶也    | 州议长                                             | 受贿35万令吉                      |
| 11 | 沙盟 | 沙巴立新党主席         | N39 担布南     | 杰菲里吉丁岸 | 沙巴第一副首长、州农业及渔业部长                   | 受贿178万令吉                     |
| 12 | 沙盟 | 沙巴立新党署理主席     | N45 苏克       | 依伦·安营    | 州青年及体育部长                                   | 受贿53万令吉                      |
| 13 | 沙盟 | 沙巴立新党署理主席     | N40 冰谷       | 罗拔达威     | 州工程部助理部长                                   | 受贿30万令吉                      |
| 14 | 沙盟 | PBS 沙巴团结党代主席   | N36 昆达山     | 佐津昆沙南   | 沙巴第二副首长、州地方政府及房屋部长               | 受贿60万令吉                      |
| 15 | 沙盟 | PBS 沙巴团结党前主席   | 非现任议员     | 麦西慕       | 沙巴能源委员会（ECoS）主席                         | 受贿60万令吉                      |
| 16 | 沙盟 | PBS 沙巴团结党署理主席 | N14 担波罗里   | 佳希·佳欣    | 州乡区发展部长                                     | 受贿15万令吉                      |

注：米色为已被提控者

## 司法程序
2025年6月30日，沙巴探矿准证贪腐案正式进入司法程序，两名涉案州议员与吹哨者艾伯特在亚庇地庭出庭受审。新都敏州议员尤索夫·耶谷被控于2023年3月6日，在亚庇希尔顿酒店天台酒吧，收受艾伯特20万令吉现金贿赂，以协助Nusa Kini公司申请探矿准证。丹绒峇都州议员安迪苏雅迪被控于2023年5月12日，在其亚庇住所，收受艾伯特15万令吉现金贿赂，作为协助Sinaran Hayat公司申请探矿准证的报酬。两人触犯《2009年反贪法令》第16(a)(A)条文。商人艾伯特作为吹哨人也面临两项行贿指控，即分别向安迪和尤索夫行贿，抵触《2009年反贪法令》第16(b)(A)条文。三人皆否认指控，其中安迪和尤索夫以5万令吉及一名担保人保释；艾伯特则以6万令吉及一名担保人保释。案件于8月5日过堂。

## 回应

### 吹哨人
根据吹哨人艾伯特的说法，他是负责协助外国矿业公司到沙巴投资的商人，原已持有数张探矿准证。但有数名州议员主动接洽他，要求他行贿以购买他们持有的探矿执照配额，并表示若不配合将阻碍其商业运作。这些执照源自2023年1月沙巴政治危机，当时沙巴巫统撤回对首长哈芝芝的支持，惟最终有五名巫统议员倒戈支持哈芝芝，使其得以保住政权。作为政治回报，相关议员获得执照配额，并尝试出售牟利。艾伯特为避免得罪政要而答应行贿，但仅在对方取得哈芝芝签发的批文后才支付部分款项。随着2023年5月沙巴落实《反跳槽法》后，哈芝芝地位趋稳，开始撤销此前大量发出的探矿执照，导致交易告吹。艾伯特因已花钱行贿，议员却未能履约，遭投资者质疑他欺诈。在压力下，他在与州议员交涉归还贿款时秘密録像，并将影片交由《当今大马》曝光，同时委托律师向反贪会申请吹哨人保护。

## 争议与批评
在此州政府成员集体贪腐案中，反贪会选择只提控两位涉案州议员，被抨击为选择性执法，未对付所有涉案政治人物。同时反贪会提控吹哨人的做法也被质疑对《吹哨者保护法令》的诠释不当，违背立法初衷，即保障吹哨人能在无惧报复的环境下揭发不法行为。

## 抗议活动
沙巴大学学生组织「大专生之声」（Suara Mahasiswa UMS）和「人民仇贪秘书处」（Sekretariat Rakyat Benci Rasuah，SRBR）等其他非政府组织就此贪腐案，已发动多起示威抗议活动表达不满。
- 2024年12月31日，沙巴大学大专生之声在沙巴州政府行政大厦（英语：Kinabalu Tower）前发起「围剿沙巴贪污集会」（Himpunan Gempur Rasuah Sabah），要求肃清州内贪腐现象。[46][47]
- 2025年1月25日，人民仇贪秘书处在吉隆坡举行「人民仇贪集会」（Himpunan Rakyat Benci Rasuah），提出三项诉求：一、总检察署与检察官权力分离；二、赋予反贪会自主权，直接向国会汇报；三、制定政治献金法令。[48][49]
- 2025年6月21日，沙巴大学大专生之声在沙巴亚庇举行「围剿沙巴贪污集会2.0」，抗议政府对沙巴贪腐丑闻处理不力。集会尾声，学生焚烧了首相安华的漫画肖像以示抗议。[50][51]事后3名沙巴大学学生与社运人士被捕。[52]
- 2025年6月28日，人民仇贪秘书处再度号召「人民仇贪集会2.0」，集会者聚集于吉隆坡市中心崇光百货（SOGO）前，游行至独立广场。集会者呼吁政府落实制度改革，加大打击贪腐力度。集会尾声时，一名集会者燃放彩烟弹，现场一度陷入骚动。[53][54]

## 相关
- 拉菲茲家人遭遇注射器襲擊及接獲威脅信息案件

## 备注
1. ↑  艾伯特为马来西亚华人，祖籍潮州，但不愿透露其真实中文姓名，仅透露其姓氏并不是「郑」、「邓」、「曾」。[2]